# Screwing You on the Beach at Night
"Screwing You on the Beach at Night" – singel zespołu Bloodhound Gang wydany w formie singla 28 września 2007 roku, zaś dostępny już od 17 lipca 2007 na amerykańskim serwisie iTunes. Po raz pierwszy dystrybutorem singla jest Universal Music Group, zaś drugim producentem jest Jimmy Pop.

## Spis utworów[1]
1. "Screwing You on the Beach at Night" – 3:40
2. "Screwing You on the Beach at Night (Cape May I Remix)" – 4:12

## Teledysk
Teledysk jest parodią teledysku Chrisa Isaaka "Wicked Game".